# Zone 2 (Afar)
La Zone administrative 2 est l'une des cinq zones administratives de la région Afar en Éthiopie. Aucune des zones de l'Afar ne porte de nom. Cette zone est entourée de la Zone administrative 4 au sud, la Zone administrative 1 au sud-ouest, la région Amhara à l'ouest et l'Érythrée au nord-est.
La plus grande ville de la zone 2 est Abala. Il faut également citer la ville de Dallol, ancienne exploitation minière, qui a le record de la ville la plus chaude au monde avec une température moyenne de 34 °C.
La zone est par ailleurs composée de 7 woredas :
- Abala
- Afdera
- Berahle
- Dallol
- Erebti
- Koneba
- Megale

Selon les chiffres de l'Agence Centrale des Statistiques éthiopienne (CSA), en 2005, cette zone comprenait une population totale estimée à 272 023 personnes, dont 147 556 homme et 24 467 femmes. 2,7 % de la population est urbaine.

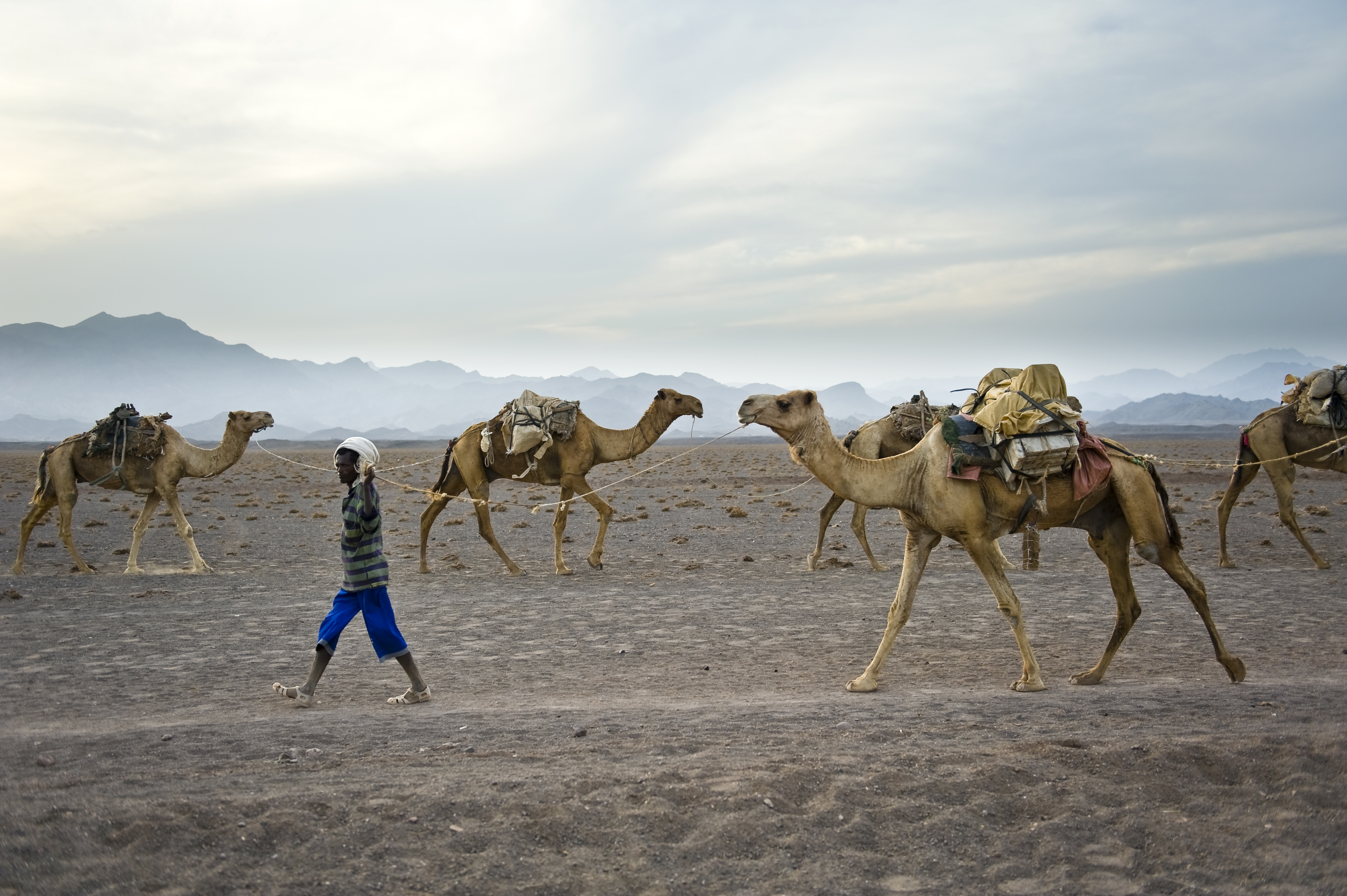
Gens d'Afar transportant du sel de la dépression de Danakil